# 東郷町立諸輪中学校
東郷町立諸輪中学校（とうごうちょうりつもろわちゅうがっこう）は、愛知郡東郷町にある公立中学校。

## 沿革
- 1986年 - 開校。

## 部活動

### 運動部
- 男子テニス部
- 女子テニス部
- 男子野球部
- 女子バレー部
- 男子卓球部
- ボートクラブ

### 文化部
- 吹奏楽部
- 美術部

## 交通アクセス
- 名鉄豊田線米野木駅から徒歩27分

## 周辺施設
- 東郷町立諸輪小学校